# Mongolska visoravan
Mongolska visoravan (pojednostavljeni kineski: 蒙古高原) je dio srednjoazijske visoravni koja leži između 37°46′-53°08′N i 87°40′-122°15′E i ima površinu od približno 3.200.000 km². Omeđena je planinama Veliki Hinggan na istoku, Yin planinama na jugu, planinom Atlaj na zapadu te Sajanskim planinama i planinama Khentii na sjeveru. Visoravan uključuje pustinju Gobi, kao i suhe stepske regije. Ima nadmorsku visinu od otprilike 1.000 do 1.500 metara, s najnižom točkom u Hulunbuiru i najvišom točkom na Altaju.
Politički, visoravan se prostire po cijeloj Mongoliji, zajedno s dijelovima Kine i Rusije. Unutarnja Mongolija i dijelovi Džungarije u Xinjiangu obuhvaćaju kineski dio visoravni. U Rusiji visoravan čini Transbajkal, dio Burjatije i južnu Irkutsku oblast.

## Povijest
Visoravan su naseljavale i osvajale različite skupine, uključujući (kronološki) Xiongnu, Xianbei, Göktürks, dinastiju Tang, dinastiju Liao, Mongolsko carstvo, dinastiju Yuan, dinastiju Sjeverni Yuan i dinastiju Qing.

## Mijenjajuća okolina
Između 1980. i 2010. godine, porast globalnih temperatura i izravna ljudska aktivnost (osobito korištenje jezerske vode za rudarstvo i poljoprivredu) pridonijeli su značajnom gubitku površine jezera diljem visoravni. Qagaan Nurr i jezero XinKai smanjili su se za dvije trećine svoje površine tijekom tog vremenskog okvira, dok su drugi (uključujući jezero Huangqihai i Naiman Xihu) potpuno presušili. Neke iznimke, kao što su jezero Istočni Juyan i Had Paozi, porasle su, ali sveukupno se prosječna ukupna površina jezera u regiji smanjila za 30%.

## Poveznice
- Pustinja Taklamakan
- Tarimska zavala

## Vanjske poveznice
- John, Ranjeet;  i dr. 2013. Vegetation response to extreme climate events on the Mongolian Plateau from 2000 to 2010. Environmental Research Letters. IOP Publishing. 8 (3): 035033. doi:10.1088/1748-9326/8/3/035033
- Mongolian Plateau region, Mongolia and China. Britannica.com. Encyclopædia Britannica. 2. kolovoza 1999. Pristupljeno 26. studenoga 2016.